# اوبوریشتی
اوبوریشتی (به چکی: Obořiště) یک منطقهٔ مسکونی در جمهوری چک است که در ناحیه پریبرام واقع شده‌است.